# Lewon Aronian
Lewon Aronian (ur. 6 października 1982 w Erywaniu) – ormiański szachista, od października 2003 do maja 2004 reprezentant Niemiec, arcymistrz od 2001 roku. Od 2021 roku reprezentant Stanów Zjednoczonych.

## Kariera szachowa
Międzynarodową karierę rozpoczął w roku 1994, zdobywając w Segedynie tytuł mistrza świata juniorów do lat 12. W 2001 zajął II miejsce w mistrzostwach Armenii oraz w Atenach zdobył brązowy medal na mistrzostwach świata juniorów do lat 20. Rok później, w tej samej kategorii wiekowej, zdobył w Goa tytuł mistrza świata. W latach 2004 i 2005 dwukrotnie zdobył brązowe medale na indywidualnych mistrzostwach Europy. W 2004 awansował do trzeciej rundy mistrzostw świata FIDE rozegranych w Trypolisie. W lipcu 2005 po raz pierwszy przekroczył poziom 2700 punktów rankingowych, oznaczający przynależność do światowej elity. W tym samym roku podzielił I miejsce w silnie obsadzonym otwartym turnieju w Gibraltarze oraz zwyciężył w Pucharze Świata w Chanty-Mansijsku (w finale pokonując Rusłana Ponomariowa) i awansował do meczów pretendentów. W roku 2006 odniósł kolejny sukces, samodzielnie zwyciężając w turnieju elity w Linares. Podzielił również I miejsce (wraz z Rusłanem Ponomariowem i Peterem Leko) w memoriale Michaiła Tala w Moskwie. W 2007 zwyciężył (wraz z Weselinem Topałowem i Tejmurem Radżabowem) w turnieju Corus A w Wijk aan Zee. Wystąpił również w rozegranych w Eliście meczach pretendentów i wywalczył awans do turnieju o mistrzostwo świata, w którym zajął VII miejsce. Rok 2008 rozpoczął od zwycięstwa (wspólnie z Magnusem Carlsenem) w kolejnej edycji turnieju Corus A, a następnie triumfował w cyklicznym turnieju Melody Amber w Monako. Zwyciężył również w drugim turnieju cyklu FIDE Grand Prix 2008/2009 w Soczi, a także podzielił II m. (za Weselinem Topałowem, wspólnie z Magnusem Carlsenem) w turnieju Final Chess Masters w Bilbao. W 2009 zwyciężył w czwartym turnieju FIDE Grand Prix 2008/2009, rozegranym w Nalczyku oraz w turnieju Grand Slam Final Chess Masters w Bilbao, natomiast w 2010 podzielił I m. (wspólnie z Szachrijarem Mammedjarowem i Siergiejem Kariakinem) w memoriale Michaiła Tala w Moskwie oraz zdobył tytuł mistrza świata w szachach błyskawicznych. W 2011 podzielił I m. (wspólnie z Magnusem Carlsenem) w kolejnym memoriale Michała Tala w Moskwie, natomiast w 2012 samodzielnie zwyciężył w turnieju Tata Steel w Wijk aan Zee. W 2013 zwyciężył (wspólnie z Borisem Gelfandem) w memoriale Aleksandra Alechina rozegranym w Paryżu, Petersburgu oraz Bilbao (turniej Grand Slam Chess Masters Final). W 2014 po raz drugi w karierze zwyciężył w turnieju Tata Steel w Wijk aan Zee.
Wielokrotny reprezentant Armenii w turniejach drużynowych, m.in.:
- siedmiokrotnie na olimpiadach szachowych (w latach 1996, 2004, 2006, 2008, 2010, 2012, 2014); sześciokrotny medalista: wspólnie z drużyną – trzykrotnie złoty (2006, 2008, 2012) i brązowy (2004) oraz indywidualnie – złoty (2012 – na I szachownicy) i srebrny (2010– na I szachownicy)[15],
- czterokrotnie na drużynowych mistrzostwach świata (w latach 2005, 2010, 2011, 2013); sześciokrotny medalista: wspólnie z drużyną – złoty (2011) i brązowy (2005) oraz indywidualnie – złoty (2013 – na I szachownicy) i trzykrotnie srebrny (2005 – na I szachownicy, 2010 – na I szachownicy, 2011 – na I szachownicy)[16],
- sześciokrotnie na drużynowych mistrzostwach Europy (w latach 1999, 2005, 2007, 2009, 2011, 2013); czterokrotny medalista: wspólnie z drużyną – złoty (1999) i srebrny (2007) oraz indywidualnie – srebrny (2011 – na I szachownicy) i brązowy (2013 – na I szachownicy)[17].

Jest pierwszym w historii Ormianinem, który przekroczył poziom 2800 punktów rankingowych. Najwyższy ranking w dotychczasowej karierze osiągnął 1 marca 2014 r., z wynikiem 2830 punktów zajmował wówczas 2. miejsce (za Magnusem Carlsenem) na światowej liście FIDE.

## Życie prywatne
Od 2017 żoną Lewona Aroniana była australijska szachistka Arianne Caoili, która zginęła w wypadku samochodowym w marcu 2020.